# Tsai Ing-wen
Tsai Ing-wen (Taipei, 31 augustus 1956) is een Taiwanees politica van de Democratische Progressieve Partij (DPP). Tussen 2016 en 2024 was zij de eerste vrouwelijke president van Taiwan (Republiek China).

## Biografie
Tsai Ing-wen studeerde rechten aan de Nationale Universiteit van Taiwan, de Cornell-universiteit in de Verenigde Staten en de London School of Economics in het Verenigd Koninkrijk. Na haar studies doceerde ze rechten aan universiteiten in Taipei.
Hoewel Tsai aanvankelijk partijloos was, raakte ze in de jaren negentig betrokken bij de Taiwanese politiek. In mei 2000 werd ze benoemd in de Taiwanese regering als minister voor de Adviesraad voor Chinese vastelandzaken. Ze bekleedde deze functie gedurende één termijn, tot mei 2004.

### Vicepremier en partijleider
In 2004 sloot Tsai zich aan bij de Democratische Progressieve Partij (DPP) van toenmalig president Chen Shui-bian. Namens die partij werd ze bij de parlementsverkiezingen van dat jaar verkozen in de Wetgevende Yuan (het Taiwanese parlement). Na een jaar gaf ze haar zetel echter weer op, om opnieuw een belangrijke positie in te nemen in de regering: ze werd benoemd tot vicepremier. Tsai diende in die rol onder het premierschap van Su Tseng-chang, tot zijn voltallige kabinet in mei 2007 aftrad.
In 2008 werd Tsai verkozen tot partijvoorzitter van de DPP en zo de eerste vrouwelijke leider van een grote Taiwanese partij. Bij lokale verkiezingen in 2010 streed ze mee voor het burgemeesterschap van Nieuw Taipei, maar verslagen door Eric Chu van de conservatieve Kwomintang. Vervolgens werd Tsai door haar partij naar voren geschoven als presidentskandidaat voor de Taiwanese presidentsverkiezingen van 2012. Ze moest het opnemen tegen zittend president Ma Ying-jeou (Kwomintang), die met ruim de helft van de stemmen herkozen werd. Tsai bleef steken op 45,63% en trad daarop af als partijleider.
Nadat Tsai het partijleiderschap in 2014 heroverde, leidde ze de DPP later dat jaar naar een grote overwinning bij lokale verkiezingen. Ze wist hiermee veel steun en vertrouwen terug te winnen en werd voor de presidentsverkiezingen van 2016 opnieuw aangeduid als presidentskandidaat.

### President van Taiwan
De presidentsverkiezingen van 2016 werden gehouden op 16 januari van dat jaar. Anders dan vier jaar eerder slaagde Tsai Ing-wen er nu wel in een meerderheid te behalen, ten koste van Kwomintang-kandidaat Eric Chu. Op 20 mei 2016 werd ze beëdigd als – eerste vrouwelijke – president van Taiwan.
In november 2018 legde Tsai het leiderschap van de DPP neer, nadat de partij fors verloor bij plaatselijke verkiezingen. De kiezers bleken ontevreden over haar economisch beleid en hiervan wist vooral de Kwomintang te profiteren. Ondanks deze ontwikkelingen werd Tsai bij de presidentsverkiezingen van januari 2020 wel herkozen voor een tweede ambtstermijn. Ze kreeg 57% van de stemmen, een record van 8,2 miljoen stemmen en 1,3 miljoen meer dan ze in 2016 behaalde. Ze bleef daarmee haar tegenstander Han Kuo-yu (Kwomintang), die 39% van de stemmen vergaarde, ver voor. Bij het begin van haar tweede termijn keerde Tsai wederom terug als partijleider van de DPP.
In haar tweede termijn als president moest Tsai onder meer de coronacrisis in Taiwan zien te bestrijden. Na teleurstellende resultaten bij lokale verkiezingen trad ze eind 2022 opnieuw terug als partijleider.
Bij de presidentsverkiezingen van 2024 mocht Tsai zich na twee uitgediende ambtstermijnen niet nogmaals herkiesbaar stellen. De DPP schoof hierop partijvoorzitter en vicepresident Lai Ching-te naar voren, die de verkiezingen wist te winnen en het presidentschap op 20 mei 2024 overnam.

#### Standpunten met betrekking tot de Volksrepubliek China
Meer dan haar voorganger als president, Ma Ying-jeou, staat Tsai Ing-wen een onafhankelijke koers van Taiwan ten opzichte van de Volksrepubliek China voor. Ze vindt dat China de keuze van Taiwan voor de democratie moet respecteren. In 2016 verbrak China alle officiële banden met Taiwan nadat zij tot president was verkozen.
Op 2 januari 2019 hield de Chinese president Xi Jinping een toespraak omdat China 40 jaar ervoor, op 1 januari 1979, de beschietingen staakte op een aantal Taiwanese eilanden voor de Chinese kust. Xi zei een vreedzame hereniging met Taiwan te willen, maar sluit geweld niet uit. Hij zei dat Taiwan weer bij China "moet en zal" horen. Deze uitspraken waren dreigender dan normaal, maar Tsai zei in een reactie dat Taiwan "geen onderdeel zal worden van één groot China". Een minderheid van de Taiwanese bevolking is overigens voor een daadwerkelijke afscheiding van China.

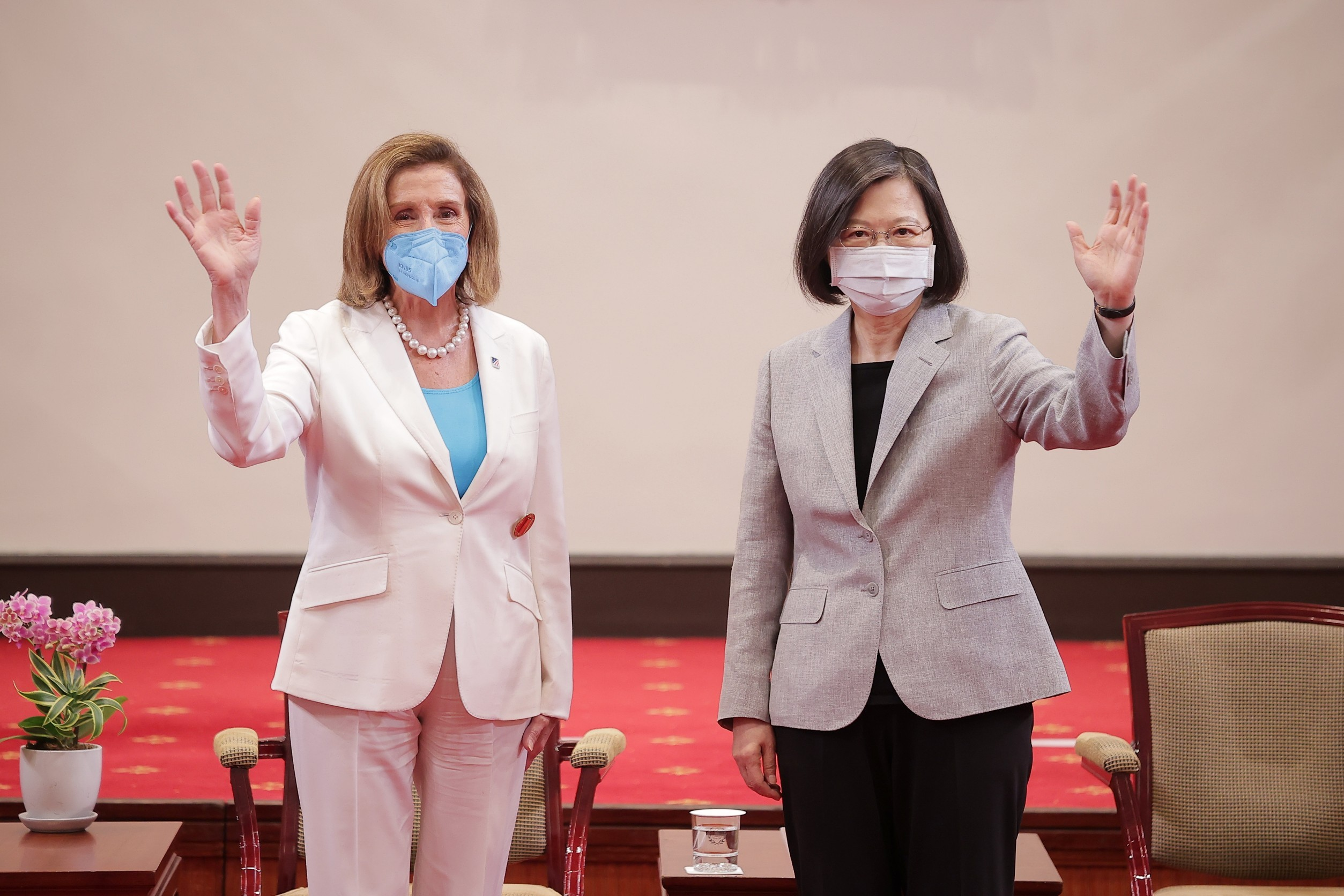
Tsai Ing-wen (rechts) en Nancy Pelosi tijdens hun ontmoeting in 2022

Ook nadat de lokale verkiezingen van 2018 gewonnen waren door de Kwomintang (de partij die toenadering zoekt met China en de betrekkingen uit economische motieven wil verbeteren), verzachtte Tsai haar standpunt ten opzichte van China niet. Toen ze in 2020 ingehuldigd werd voor haar tweede presidentiële termijn, riep ze China in haar acceptatiespeech op om Taiwan niet met geweld weer bij China te trekken. In 2022 namen de spanningen toe toen de Amerikaanse parlementsvoorzitter Nancy Pelosi naar Taiwan reisde en een bezoek bracht aan Tsai. Tijdens die ontmoeting reikte Tsai haar het Speciaal Grootlint in de Orde van de Gunstige Wolken uit.

## Onderscheiding
- Grootkruis met gouden ster in de Orde van José Matias Delgado op 13 januari 2017